# کلیسای ایسلند
کلیسای لوتری انجیلی ایسلند (ایسلندی: Hin evangelíska lúterska kirkja) یا کلیسای ملی، کلیسای مسیحی و دین رسمی در ایسلند است. این کلیسا به آیین لوتری ایمان دارد و از اعضای کمونیون پروو است. این کلیسا به یک اسقف‌نشین به رهبری اسقف ایسلند سازمان یافته است. اسقف فعلی ایسلند اگنس M. Sigurðardóttir نخستین زنیست که به این موقعیت رسیده است.